# Eklekticisme
 Der er for få eller ingen kildehenvisninger i denne artikel, hvilket er et problem. Du kan hjælpe ved at angive troværdige kilder til de påstande, som fremføres i artiklen.

Eklekticisme (græsk eklektikos "udvælgende"), er en tankegang, eller tilgang, der opstår ved at forene forskellige ideer, også selvom de måske kan virke uforenelige. Som eksempler kan anføres en blanding af socialistiske og liberale ideer: socialliberalismen, eller blanding af f.eks jazzmusik og klassisk musik som The Modern Jazz Quartet gjorde det.
I psykologien ses forsøg på at forene behaviorisme med psykoanalyse trods store forskelle i paradigmatisk og filosofisk afsæt. En eklektiker vil mene at sand erkendelse opstår netop i kraft af at sammenblande forskellige grundtanker for dermed at nå tættere på sandheden.
I musikkens verden er Stravinsky fremhævet som eklektisk komponist, fordi han kombinerede elementer fra forskellige musikhistoriske perioder med genrer fra forskellige verdensdele. Beck er et mere moderne eksempel på en eklektisk musiker; brug af sampling i f.eks Hip-Hop kan også ses som udpræget eklektisk.